# Conselho Municipal de Estocolmo

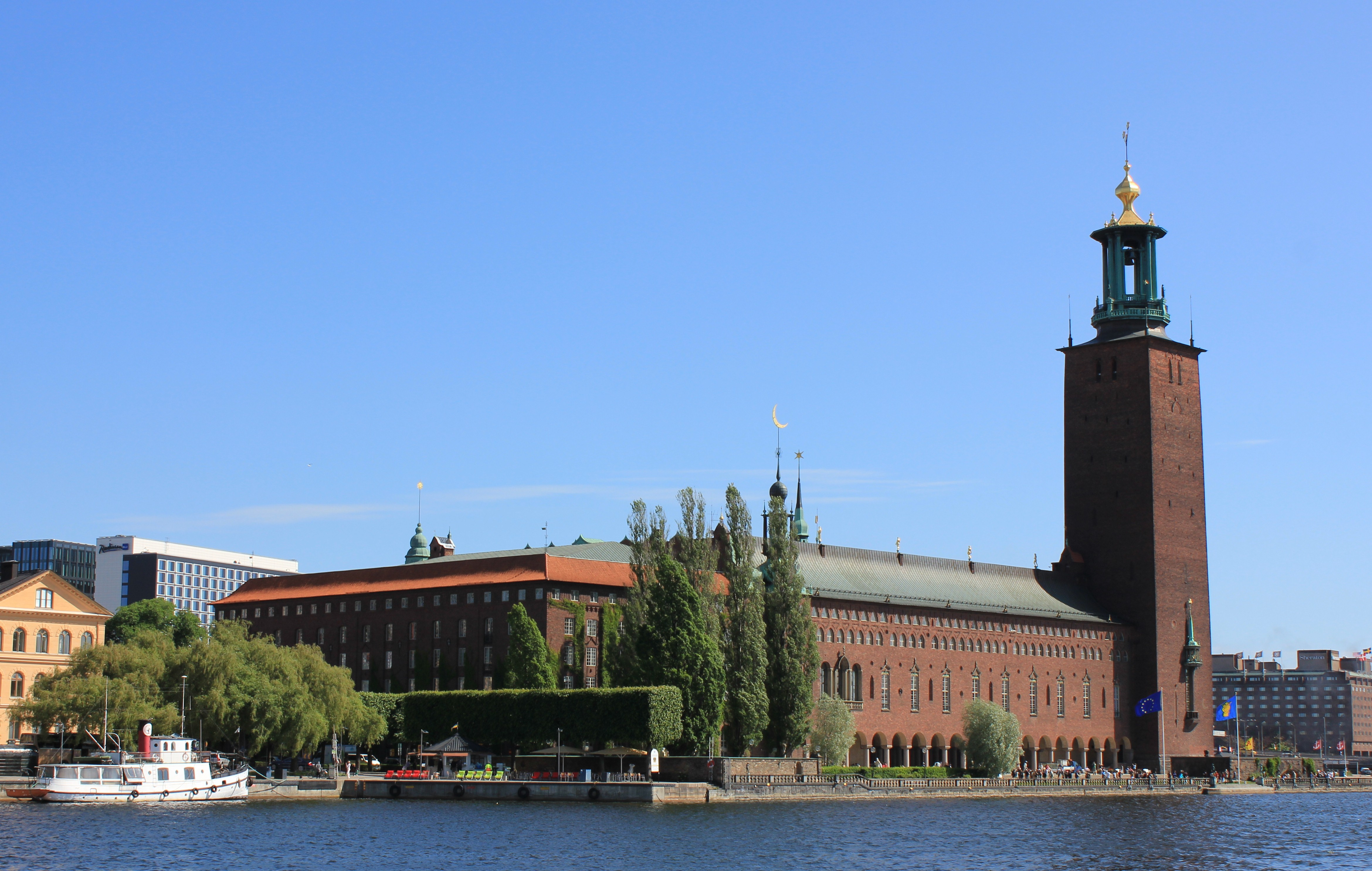
Edifício do Conselho Municipal de Estocolmo

O Conselho Municipal de Estocolmo (em sueco:  Stockholms stadsfullmäktige ou Stadsfullmäktige) é a direção política e administrativa da cidade de Estocolmo.
Está instalada na Casa da Cidade de Estocolmo (em sueco:  Stockholms stadshus), o edifício-sede da comuna de Estocolmo, localizado na ponta oriental da ilha de Kungsholmen, perto da costa Norte da baía de Riddarfjärden, de cuja fachada podem-se observar as ilhas de Riddarholmen e Södermalm. É o local onde se realiza o banquete do Prémio Nobel e é uma das maiores atracções turísticas de Estocolmo.